# Michele Volpetti

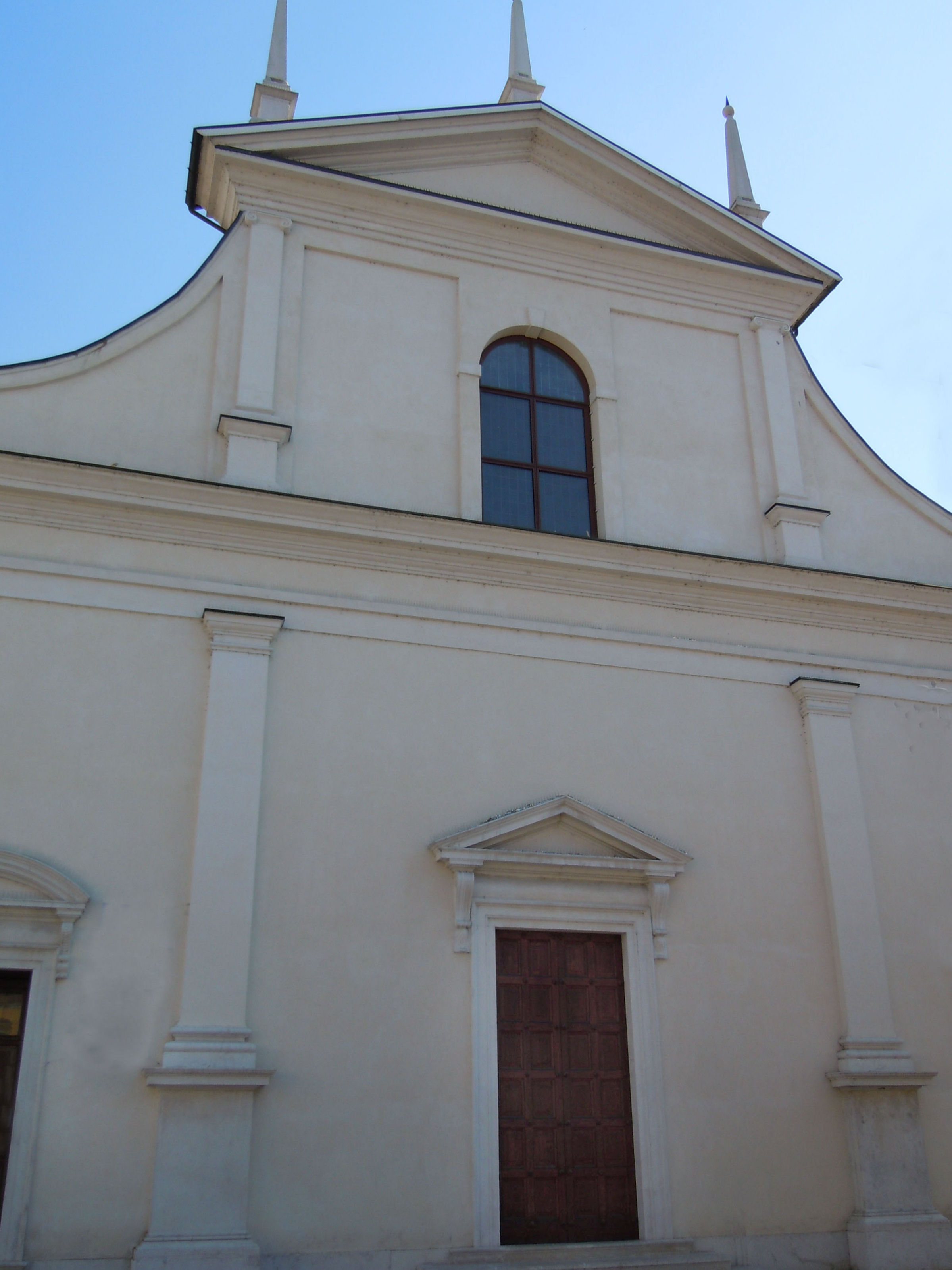
Castel Goffredo, porta della Chiesa prepositurale di Sant'Erasmo sulla quale venne colpito Rodolfo Gonzaga.

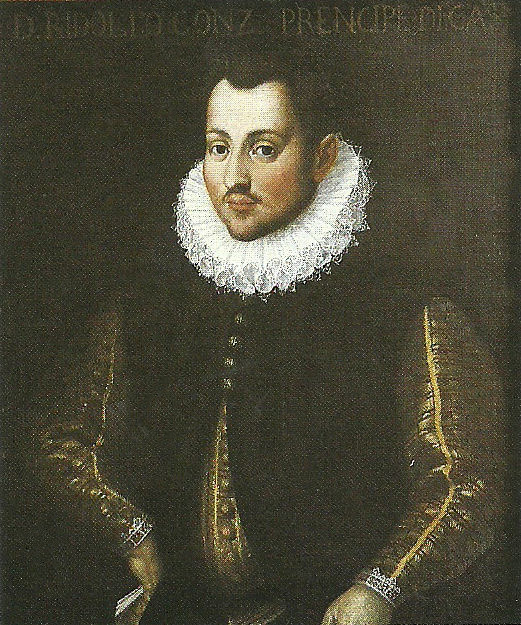
Ritratto di Rodolfo Gonzaga

Michele Volpetti o Volpetto (XVI secolo – XVII secolo) è stato un criminale italiano che il 3 gennaio 1593 uccise, a Castel Goffredo, il marchese di Castiglione Rodolfo Gonzaga, fratello di san Luigi.

## Biografia
Dopo l'assassinio del secondo marchese di Castel Goffredo, Alfonso Gonzaga, avvenuto a Gambaredolo il 7 maggio 1592 per ordine del nipote Rodolfo di Castiglione, costui si impadronì della fortezza proclamandosi signore del luogo ed instaurando un regime di terrore. Rodolfo fu scomunicato.
Domenica 3 gennaio 1593, Rodolfo uscì dal suo palazzo, posto nella piazza principale e a poca distanza dalla Chiesa prepositurale di Sant'Erasmo per recarsi a messa, nonostante la scomunica, accompagnato dalla moglie Elena Aliprandi, dalla figlioletta Cinzia e da alcuni cortigiani. Quando giunse sulla porta della chiesa, dalla casa di fronte venne esploso un colpo di archibugio da parte di Michele Volpetti, già servitore di Alfonso Gonzaga, che colpì il marchese lasciandolo a terra senza vita. La morte del tiranno provocò la sollevazione del popolo, che infierì facendo scempio del cadavere. Volpetti fu poi incaricato di condurre nel suo palazzo Elena e la figlia, al fine di sottrarle alla furia dei rivoltosi. Un anno dopo il tragico avvenimento, la comunità castellana fece dono a Volpetti di cento ducati, che impiegò nell'acquisto di un'abitazione.
Nel 1595 Rudolf Coraduz, in veste di commissario imperiale di Rodolfo II d'Asburgo, si recò a Castel Goffredo per occuparsi delle vicende legate al duplice assassinio dei marchesi Gonzaga e rimase sorpreso nell'apprendere che nessuno, compreso Volpetti, era stato ancora processato.
Nel 1597 il Senato di Mantova riconobbe la responsabilità di Rodolfo Gonzaga e dei suoi complici, condannati a morte, per l'assassinio di Alfonso Gonzaga, mentre assolse la comunità di Castel Goffredo per l'uccisione di Rodolfo e Volpetti fu lasciato impunito.